# Helina mallochiana
Helina mallochiana är en tvåvingeart som beskrevs av Fritz Isidore van Emden 1951. Helina mallochiana ingår i släktet Helina och familjen husflugor.
Artens utbredningsområde är Malawi. Inga underarter finns listade i Catalogue of Life.